# (11267) Donaldkessler
(11267) Donaldkessler est un astéroïde de la ceinture principale.

## Description
(11267) Donaldkessler est un astéroïde de la ceinture principale. Il fut découvert le 24 octobre 1981 à l'Observatoire Palomar par Schelte J. Bus. Il présente une orbite caractérisée par un demi-grand axe de 2,78 UA, une excentricité de 0,08 et une inclinaison de 3,9° par rapport à l'écliptique.
Il est nommé d'après Donald J. Kessler.